# Aaron Kemps
Pour les articles homonymes, voir Kemps.
Aaron Kemps, né le 10 septembre 1983 à Bundaberg, est un coureur cycliste australien.

## Biographie
Passé professionnel en 2005 dans l'équipe Liberty Seguros, il a couru dans l'équipe Astana où il fut l'un des seuls coureurs de l'ex-Liberty Seguros à avoir été conservé dans l'effectif d'Astana. En 2010, il rejoint l'équipe australienne Fly V Australia.

## Palmarès sur route

### Par années
- 2002
  - 3e du championnat d'Australie du contre-la-montre espoirs
- 2003
  - 6e étape du Tour des régions italiennes
  - 1re étape du Baby Giro
- 2004
  - Coppa Città di Asti
- 2006
  - 1re étape du Tour de Burgos
- 2007
  - Prologue, 2e et 7e étapes du Herald Sun Tour
- 2010
  -  Champion d'Australie du critérium
  - 1re, 3e et 7e étapes du Tour de Chine
  - 3e de l'Historic Roswell Criterium
- 2011
  - 1re étape du Tour du lac Qinghai
  - 9e étape du Tour de Chine
  - 2e, 4e et 6e étapes du Tour de Tasmanie
  - 3e étape du Tour du lac Taihu
  - 3e du Tour du lac Taihu

### Résultat sur le Tour d'Espagne
1 participation
- 2006 : 119e

### Classements mondiaux
| Année              | 2006 | 2007 | 2008 | 2009 | 2010 | 2011 | 2012 |
| ------------------ | ---- | ---- | ---- | ---- | ---- | ---- | ---- |
| Classement ProTour | 190e | 202e |      |      |      |      |      |
| UCI America Tour   |      |      |      |      |      | 244e | 246e |
| UCI Asia Tour      |      |      |      |      | 87e  | 47e  | 42e  |
| UCI Europe Tour    |      |      |      | 821e |      |      |      |
| UCI Oceania Tour   |      |      |      |      | 32e  |      |      |

## Palmarès sur piste

### Championnats du monde juniors
- 2001
  -  Médaillé de bronze de la course aux points